# Decay (catch)
 (juin 2021).
Palmarès
1 fois Champions du monde par équipe de la TNA (Steve & Abyss)
The Decay est un clan de catcheurs composée de Crazzy Steve, Rosemary et Black Taurus travaillant actuellement à Impact Wrestling (anciennement TNA). 
En 2016, Abyss et Crazzy Steve ont remporté les TNA World Tag Team Championships.

## Carrière

### Formation et TNA World Tag Team Champions (2016-2017)
Le groupe se forme lors de l'Impact Wrestling du 26 janvier 2016 lorsque Crazzy Steve, Abyss et Rosemary attaquent les TNA World Tag Team Champions The Wolves et leur volent les ceintures. Le 16 mars, ils perdent contre The Wolves (Davey Richards et Eddie Edwards) dans un Monster's Ball match et ne remportent pas les TNA World Tag Team Championship.
Lors de l'Impact Wrestling du 12 avril, ils perdent contre Eric Young et Bram, The BroMans et Beer Money Inc. qui conservent leurs ceintures. Lors d'un autre épisode, ils kidnappent Gail Kim pour forcer Beer Money à leur accorder une chance pour les titres, ce qu'ils acceptent. Lors de l'Impact Wrestling du 19 mars, ils battent Beer Money Inc dans un Valley of Shadows Match (équivalent d'un Monster's Ball match, mais dans le noir quasi-intégral) et remportent les TNA World Tag Team Championship.
Lors de Slammiversary XIV, ils conservent leur titres contre The BroMans (Jessie Godderz et Robbie E). Lors de Impact Wrestling du 14 juin, ils conservent leur titres dans un Four Corners Match contre Mahabali Shera et Grado, The BroMans  et The Tribunal (Baron Dax et Basile Baraka). Lors de Bound for Glory (2016), ils perdent les titres contre The Hardys (Jeff Hardy et Matt Hardy) dans un Extreme Rules Match intitulé The Great War.
Lors de Impact Wrestling du 30 mars, ils perdent contre The Latin American Xchange (Ortiz et Santana) dans un Fatal 4 Way Tag Team match qui comportaient également Reno Scum et Laredo Kid et Garza Jr et ne remportent pas les Impact World Tag Team Championship.
Le 20 avril 2017, Crazzy Steve quitte la compagnie, cela marque la fin de Decay.

### Reformation (2021-...)
Le 12 janvier 2021 à Impact, Crazzy Steve empêche Kaleb With a K d'intervenir lors du match impliquant son ancienne alliée Rosemary qui affrontait Tenille Dashwood, permettant à Rosemary de remporter le match, marquant ainsi une réunion de Decay. Le 16 janvier lors de Hard to Kill, Crazzy Steve et Rosemary battent Kaleb With a K et Tenille Dashwood.
Le 9 février 2021 à Impact, Black Taurus devient le nouveau membre de Decay et remporte rapidement son match contre Kaleb With A K. Lors de No Surrender 2021, Black Taurus, Crazzy Steve et Rosemary battent XXXL (Acey Romero et Larry D) et Tenille Dashwood.

## Palmarès
- Asistencia Asesoría y Administración
  - 1 fois AAA Latin American Championship - Black Taurus
  - 1 fois AAA World Mixed Tag Team Championship (actuel) - Havok et Crazzy Steve

- Total Nonstop Action Wrestling
  - 1 fois TNA Women's Knockout Championship - Rosemary
  - 1 fois TNA World Tag Team Championship - Abyss et Crazzy Steve
  - 1 fois Impact Knockouts Tag Team Championship - Havok et Rosemary